# 미쿠리야촌 (나가노현)
미쿠리야촌(御厨村)은 나가노현 사라시나군에 설치되었던 촌이다. 현재의 나가노시에 해당한다.

## 역사
- 1889년 4월 1일 - 정촌제 시행에 의해 미쿠리야촌이 단독으로 자치체를 형성하였다.
- 1955년 4월 1일 - 나카쓰촌과 합병해 쇼와촌이 성립하여, 동일 미쿠리야촌은 폐지되었다.

## 참고문헌
- 妹尾久造編『大日本紳士鑑』経済会、1895年。
- 大日本篤農家名鑑編纂所編『大日本篤農家名鑑』大日本篤農家名鑑編纂所、1910年。
- 河村好太郎編『長野県名馬録』河村好太郎、1916年。
- 商工興信合資会社編『商工興信録 本州中部地方』商工興信合資会社、1919年。
- 『가도카와 일본 지명 대사전 20 長野県』。